# Карибская центрина
Карибская центрина (лат. Oxynotus caribbaeus) — редкий вид рода трёхгранных акул одноимённого семейства отряда катранообразных. Распространён в центрально-западной части Атлантического океана на глубине до 457 м. Максимальный зарегистрированный размер 49 см. Тело очень короткое, массивное и высокое, треугольное в поперечнике, высокие и крупные спинные плавники в виде паруса, у основания которых имеются короткие, толстые шипы. Анальный плавник отсутствует. Эти акулы размножаются яйцеживорождением. Коммерческой ценности не представляют.

## Таксономия
Впервые вид был описан в 1961 году. Голотип представляет собой предположительно половозрелого самца длиной 49,4 см, пойманного в 80 км от острова Бланкилья, Венесуэла, на глубине 457 м.

## Ареал
Карибские центрины обитают центрально-западной части Атлантического океана в Мексиканском заливе, у берегов Венесуэлы и Мексики. Эти акулы встречаются в верхней части континентального склона на глубине от 402 до 457.

## Описание
Максимальный зарегистрированный размер составляет 49 см. Тело очень массивное, короткое, высокое, треугольное в поперечнике. Голова слегка приплюснута, рыло короткое и закруглённое. Крупные ноздри расположены близко друг к другу. Сразу позади глаз имеются маленькие круглые брызгальца. Рот сравнительно невелик, по углам пролегают глубокие борозды. Толстые губы усеяны бугорками. 5 пар жаберных щелей.
Спинные плавники очень высокие, в виде паруса. Кончики спинных плавников узкие и заострённые. Передняя часть каждого плавника мясистая, у основания имеется шип, у которого виден только кончик. Первый спинной плавник сдвинут вперёд, его основание расположено над жаберными щелями, перед основанием грудных плавников. Второй спинной плавник меньше первого. Вдоль брюха между основаниями грудных и брюшных плавников пролегают жёсткие кили. Анальный плавник отсутствует. Хвостовой плавник широкий, у края верхней лопасти имеется вентральная выемка. Окраска состоит из серого или коричневатого фона цвета, с тёмными отметинами и пятнами, разбросанными по голове, туловищу, хвосту и плавникам, которые визуально разделены выделяющимися светлыми областями поверх грудных и брюшных плавников.

## Биология
Карибские центрины размножаются яйцеживорождением. Акулы длиной 20 и 21 см ещё не являются половозрелыми.

## Взаимодействие с человеком
Вид не имеет коммерческой ценности. Изредка в качестве прилова попадает в пелагические тралы, пойманных акул, вероятно, используют в пищу или для производства рыбной муки. Данных для оценки Международным союзом охраны природы статуса сохранности вида недостаточно.